# 接続法
接続法（せつぞくほう、ラテン語: coniunctivus、英: subjunctive、仏: subjonctif、独: Konjunktiv、伊: congiuntivo、西: subjuntivo）は、インド・ヨーロッパ語族に属する言語での法の1つ。勧告・命令・禁止・願望・後悔など、願われたことや考えられたことを述べる法 (mood) である。対語は直説法 (indicative mood)。
英語ではあまり意識されることはないが、フランス語やドイツ語など英語以外の言語では頻繁に使われる。なお、日本語では英語にある subjunctive と呼ばれる同様の法に仮定法という訳語を当てているが、ここでまとめて取り扱う。
主な使い方としては、
- 命令法の代用（特に一人称複数や三人称の活用を使う敬称二人称への命令）
- 意見や不確実な概念などの表現
- 現在や過去の事実に反する仮定（例:「もし私が鳥だったら…」）
- 現在はまだ起きていないが、将来起きる可能性のある事象（例: 「この法案が可決された場合…」）

が挙げられる。
総じて、直説法と対比すると、その内容が実際に成立している、事実であるという話者による主張を少なくとも直接的には伴わず、内容そのものとして、想定されうる事態として提示するときに使われる傾向がある。日本語で言えば、「……ということ」に当たるような用法である。そのため、間接話法や間接疑問文、目的文や結果文などの従属文で使われる。主文に接続し、それだけでは多くの場合完結しないというこの点が、接続法という名の由来である。多くの場合、従属文では、そこで述べられる事態は、（結果文は例外であるが）それが事実であると述べることには主眼がなく、その内容自体がどのようなものであるかに主眼がある。ただし、印欧語でも言語によっては上記のものについても接続法以外の活用で対応するものもあるため、この辺りには一定の基準はない。

## 英語の仮定法
英語の場合、接続法を学校文法では、仮定法と特に呼ぶことがある。日本語の「仮定」の意味と紛らわしいため、かつては「叙想法」という言葉で呼ぶ者もいた。

### 仮定法過去
仮定法過去 (subjunctive past, past subjunctive) とは、動詞および助動詞の過去形を用いて現在の事実とは反対の仮定、想像、実現不可能な願望を表現する。be動詞は、wereを用いる。ただし、実際に過去の時制を表しているわけではなく、あくまで過去形を使うことから来る命名である。現在では、とくに米国において口語的に単数一人称主語"I”に対してwasを使うケースも増えている。
かつては独自の語形変化であったが、そのほとんどが過去形の語形変化と一致していたため、区別が失われ、be動詞以外全く過去形と同じ変化形になったと考えられている。
1. ifに導かれる条件節などで用いる場合（省略形や分詞構文を用いる場合もある。仮定法過去完了も同様）
- If it were not for him, the project would fail.

= Were it not for him,

= But for him,

= Without him,

（彼がいなければこの計画は失敗していただろう。）

=Achieving the project is owed to him. （直説法；そのプロジェクトが達成できたのは彼のおかげである）
2.「wish that-節＋過去形」で実現不可能な願望を表す。「～ならいいのに」
- I wish I could marry the newscaster [actress]. （あのアナウンサー[女優]と結婚できたらなあ）

3. 様態を表す「as if / as though＋過去形」「あたかも～であるように」
- She looks as if she were ill. （彼女はあたかも病気であるかのような顔をしている。）

4. It is time+過去形「もう～する時間だ」
- It is time that you went to school. 「もう学校へ行く時間だ」

### 仮定法過去完了
仮定法過去完了 (subjunctive past perfect) とは、動詞および助動詞の過去形＋完了形を用いて過去の事実とは反対の仮定、想像、実現不可能な願望を表現する。
- If I had caught the train, I would have been in time for school.

= Catching the train, ※分詞構文が必ずしも時制を一致させるとは限らない。

（その電車に乗れれば、学校に間に合ったのに。）

= As I didn’t catch the train, I’m late for school.（直説法；電車に乗り遅れたので、学校に遅刻した。）
- Without the sun, all living things couldn't have existed.

= Had it not been for the sun,

= If it had not been for the sun,

（太陽がなければ、全ての生き物は発生しえなかっただろう。）

= Thanks to the sun, all living things were able to exist.（直説法；太陽があるおかげで全ての生き物は発生することができた。）

### 仮定法現在
仮定法現在 (subjunctive present, present subjunctive) とは、英語の仮定法のうち、期待、願望、主張、命令、評価、提案、勧誘、要求、危惧などを表す語に伴って現在ないし未来における仮定や想像について、動詞の原形、もしくはmayやshouldなどを伴って表現する。ただしそれ自体で特別な時制を表すものではない。
1. 期待、願望、主張、命令、要求、提案などを表す動詞に伴うThat節
- I desired that the exam [should] be postponed until the next week.

（試験が来週まで延期されることを望んだ）
- He asked me that the book [should] be returned.

（その本を返してくれと言った。）

※そのほか、suggest, order, request, propose, demand, insist, expect, bid, advise, beg, declare, decideなどが導くthat節で用いられる。
2. 評価（必要、重要、当然）などを表す形容詞と共に
- It was important (necessary, impossible) that he [should] send the letter immediately.

（彼にはその手紙を直ちに送るのが重要（必要、不可能）だった。）
- It's natural you should get confused.[1]

（君が混乱するのも無理もないよ）
3.のろい、願望、祈願などを表す
- [May] God save the Queen!

（女王様、万歳！）
4.条件節で（現在は廃用。慣用句にのこるのみ）
- If it be achieved, I have cause to return thanks.

（もしそれがうまくいったら、私も感謝せねばならない）
- If need be, I'll lend him the money.

（もし必要なら彼にその金を貸してやる）
5.危惧、目的を表す語に伴って（shouldが省略されない場合も多い）
- I'm afraid that (lest) I [should] be late for school.

（学校に遅れないかどうか心配した。）

## フランス語の接続法
フランス語の接続法は、感情、願望、疑念、義務、命令、目的、譲歩、最上級等の表現に現れる文法的拘束事項として理解できる。直説法が事実を述べる法であるのに対して、接続法は「話し手のイメージを表現する」と説明されることが多い。話し手が事実であると主張する場合は直説法が好まれ、事実に疑念・否定を抱く場合は接続法となる場合が多いが、下記 (1) 願望・命令や (9) 祈念など、現実化を強く願う場合にも接続法が登場する。
語形は、直説法現在三人称複数の語幹に、-e, -es, -e, -ions, -iez, -ent の語尾を続ける。一人称複数・二人称複数では語幹が異なる動詞もある。また、人称変化全体にわたって特殊な語幹を取る動詞も一部に存在する。
時制は上記の語形変化をする接続法現在の他に、avoirまたはêtreの接続法現在に過去分詞を続ける接続法過去がある。そのほか、単純過去と共通する語幹を取る接続法半過去とその複合時制である接続法大過去があるが、現代口語フランス語で用いることは少ない。
接続法の用法についてもう少し詳細に列挙する。
(1) 意志、願望、恐れ、疑惑、命令などを表す動詞の後
Nous craignons qu'il y ait beaucoup de victimes.（犠牲者が大勢出るのではないかと危惧している。）
(2) 感情（主観）を表す être [形容詞] que の後
Je suis étonnée qu'un crocodile fasse des pompes.（鰐が腕立て伏せをしているなんて驚いた。）
(3) 義務、判断、可能性、重要性、感情などを表す非人称構文の後
Il vaut mieux que vous partiez tout de suite.（直ぐに発つべきです。）
(4) 意見の否定・疑問等（話し手に疑惑を持たせる場合）
Elle ne croit pas qu'il vienne.（彼女は彼奴が来るなんて信じていないよ。）
(5) 話し手が不確実性を示す場合
Je cherche une maison qui ait un grand jardin.（私は庭の広い家を探している。）
(6) 目的、条件、譲歩等を表す接続詞句の後
Bien qu'il pleuve, ma fille veut sortir.（雨が降っているのに、娘は外出したがっている。）
(7) 最上級またはそれに類する表現の後
Vous êtes la seule personne qui puisse m'aider.（貴方は私を助けられる唯一の御方です。）
(8) 想定
Soit un triangle ABC.（三角形ABCを考える。）
(9) 祈念
Que la force soit avec toi.（フォースの共にあらんことを。）
(10) 頻度
Il est rare que mon maître reçoive des visites féminines.（主人に女性のお客様がいらっしゃることは稀です。）

## ドイツ語の接続法
ドイツ語の接続法は、仮定や願望などの非現実、間接話法での引用などを表現するときに使われる。動詞の形式には接続法I式とII式がある。
接続法I式は、不定形の語幹に接続法の語尾を付ける。語尾は次のようになる。
(kommen 来る）
ich komme/ du kommest / er, sie, es komme / wir kommen / ihr kommet / sie kommen
この変化の例外は sein だけである。
ich sei / du sei[e]st / er, sie, es sei / wir seien / ihr seiet / sie seien
接続法II式は、過去基本形をもとに作る。規則動詞の場合には、過去形の人称変化と同様である。
ich lernte / du lerntest / er, sie, es lernte / wir lernten / ihr lerntet /sie lernten
不規則動詞の場合には、接続法の語尾（接続法I式と同じ）を付けるが、その際に幹母音の a, o, u がウムラウト（変音）する。
ich käme / du kämest / er, sie, es käme / wir kämen / ihr kämet / sie kämen

接続法I式の用法
1.　要求や命令を表す。（英語の仮定法現在に対応する。）
Gott behüte dich! 神が汝を守らんことを。（別れの挨拶）
Man nehme täglich eine Tablette. 毎日1錠飲みなさい。
2.　認容を表す 
Was auch geschehe, ich führe es durch. 何が起ころうと、私はそれをやり抜く。（führeの位置が3番目であることに注意）
3.　間接話法 
Er sagte, er sei krank. 僕は病気だと彼は言った。（Er sagte: „Ich bin krank.“ の間接話法）
ただし、接続法II式が使われる場合もある。直説法と接続法I式が同形になる場合には接続法II式を使うのが正式。

接続法II式の用法
1. 仮定・願望を表す
Wenn ich Zeit hätte, würde ich nach Italien fahren. （いま）時間があったらイタリアへ行くのに。
Wenn ich Zeit gehabt hätte, wäre ich nach Italien gefahren. （あのとき）時間があったらイタリアへ行ったのに。　
過去の非現実を表す場合には完了形が使われる。英語の仮定法過去完了に対応する。
2. 間接話法 
Sie sagten, sie hätten eine Kranke besucht. 一人の病人（女性）を見舞ったのよ、と彼らは言った。（Sie sagten:„Wir haben eine Kranke besucht.“ の間接話法。　接続法I式では haben となり、直説法と区別がつかないので、接続法II式のhätten が使われている。）

## スペイン語の接続法

### 接続法現在
現在・未来に関する願望、仮定、条件を言い表す。
活用語尾の形は基本的に、一人称単数 (yo) に対する活用形を除いて、-ar 動詞は-er, -ir動詞の直接法現在における活用語尾、-er, -ir 動詞は -ar 動詞の直接法現在における活用語尾とほぼ同じ（接続法では一人称単数と三人称単数は同形）。ここで、poner, decir, tener, conocer など、直接法現在において一人称単数に対する活用形が不規則になる場合は、ser, estar, dar, ir, haber, saber などの例外を除いて、その一人称単数に対する活用形における語幹がそのまま用いられる。ser, estar, dar, ir, haber, saber は不規則な活用になる。
1. 期待、願望、主張、命令、要求、提案などを表す動詞に伴うque-節
文章の主語と、節内の動詞の動作主が一致しない場合に使われる。
- Quiero que cumplais vuestra palabra.（君たちには、言ったことはきちんと守って欲しい。）

- querer（～して欲しい）, preferir（～して欲しい）, esperar（～するのを期待する、待ち望む）, aconsejar（～するよう忠告する）, desear（～するよう願う）, requerir（～するよう頼む、お願いする）, recomendar（～するよう要求する）, decir（～するように言う、命じる）, pedir（～するようにお願いする、頼む）, proponer（～するよう提案する）, mandar（～するよう命令する、命じる） permitir・perdonar（～するのを許可する、許す）など

cf. 似たようなケースとして、不定詞（副詞的用法・目的）の主語が一致しない場合、que節に置き換えられ、動詞は接続法現在が適用され、動作主が動詞の前に置かれることがある。
- Maria abrió la puerta para que mi perro entre a su casa.（マリアは、私の犬が入ってこられるようにドアを開けてくれた。）

2. 評価（必要、重要、当然）などを表す形容詞と共に
- Es lógico que ella se enfade con tu actitud. （彼女が君の態度に怒るのは当たり前だ。）

- importante（重要だ）, lógico（当然だ）, nesesario（重要だ、必要だ）, raro（奇妙だ、変だ、異常だ）, sorprendente（驚愕的だ）など

3. 感情を言い表す語句、形容詞と共に
- ¡Me alegro de que todos podáis valerse por sí mismos! （君たちが一人で全部できるだなんて、私は嬉しい。）

- aregrarse de（～を嬉しく思う）, sorprenderse de（～に驚く）, desilusionarse de（～に失望する）, asutarse de（～に驚く）, emocionarse con（～にワクワクする）, tener miedo de（～を恐れる）など

4．思考、発言、意見、推測、推量に関する動詞が否定語句を伴うときのque節
- No creo que tus padres se pongan tristes por esto. （このことで君の両親が悲しい思いをするとは思わない。）

- creer（～と思う、～と信じている）, pensar（～と考える）, opinar（～と思う、～と意見する）, juzgar（～と判断する、～と思う）, estimar（～と見積もる）, decir（～と言う）, suponer（～と仮定する）などの動詞が否定語句を伴うとき、que節内の動詞は接続法が使われる。また、否定語句を伴わなくとも、dadar（～を疑う、～とは思えない）, negar（～を否定する）などは、動詞そのものに否定のニュアンスが入るため、que節内の動詞は接続法となる（ただしこの2つが否定形になる際は節内の動詞は直説法が用いられる）。

cf. 似たようなケースとして、関係節を伴う名詞に否定語句や不定冠詞・形容語句（un/una/unos/unas, algun/alguna/algunos/algunasなど）がつく場合、関係節内の動詞は接続法現在が適用される。
- No hay nadie que conozca Panamá en mi familia. （自分の家族でパナマを知っているのは一人もいない。）
- Es muy difícil hacer una ley que no tenga problemas.　（問題のない法律を作るのはとても難しい。）

なお、関係節を伴っていても、主節が肯定文の場合（否定語句を伴わないため）、あるいは、定冠詞がついている場合は、直説法でよい。
5. のろい、願望、祈願などを表す
- No me gustaría que llueva mañana. （明日は雨が降って欲しくないものだ。）

Ojalá que（～ならいいのに）, gustaría（～して欲しい）, ¡Que～!（～であれ、～してくれ）, etc.
6．条件節で
未来の事柄に関する条件を言い表す場合、従属節内の動詞は接続法現在が適用される。
- Cuando llegue a Madrid pasado mañana, te llamaré inmediatamente. （明後日マドリードに着いたら、すぐに電話します。）
  - si（もし～したら）, cuando（～するとき）, hasta que（～するまで）,  mientras que（～する間に）, apenas（～したらすぐに）など

以下の接続詞、接続詞的に使われる熟語内の動詞の活用は常に接続法が適用される。
con tal que（～するならば）, antes de que（～する前に）, a condicion de que（～という条件で） en caso de que（～する場合に）など。
譲歩を言い表す文章にも、接続法が使われる場合がある。
- Aunque nieve mañana, tendremos exámenes en la universidad. （たとえ明日雪が降っても、私たちは大学で試験を受けなければならない。）

- Por mucho que me lo pidan, no ayudaré a los chicos.　（どんなにお願いされても、その子供たちを助けるつもりはない。）
- Por muy guapo que sea, no quiero casarme con un hombre cruel. （どんなに格好良くても、残酷な男の人とは結婚したくない。）

- Digan lo que digan, no voy a cambiar mi opinión. （たとえ何を言われても、自分の意見を変えるつもりはない。）

7．命令法
命令形の中では、否定命令や、usted/ustedesに対する命令形や、nosotrosに対する命令（= Vamos a V（原形）、勧誘表現の一種ともみなす考えも多い。）に対して用いられる（túおよびvosotrosに対する肯定命令以外）。
例①: 「彼にそのことを言ってくれ（言うな）」（否定命令）
- túの場合: Díselo. / No se lo digas.
- ustedの場合: Digáselo. / No se lo diga.
- vosotrosの場合: Decídselo. / No se lo digáis.
- ustedesの場合: Díganselo. / No se lo digan.

例②：「彼にそのことを言おう（言わないでおこう）」（勧誘）
- nosotrosの場合: Digámoselo.（＝Vamos a decírselo. / Se lo vamos a decir.） / No se lo digamos. （＝No vayamos a decírselo. / No se lo vayamos a decir.)

### 接続法現在完了
接続法が用いられる文章の中で、本来は現在・未来完了で言い表す事柄を表現する。用法は、基本的に接続法現在とほぼ同じ。
- Espero que hayáis terminado el trabajo para esta noche. （君たちが今夜までに仕事を終わらせているよう期待している。）
- Es posible que ellos hayan repetido los mismos errores. （彼らは同じ過ちを繰り返す可能性がある。）
- No pienso que Miguel haya dormido bien porque últimamente tiene sueño todos los días. （最近毎日眠たそうにしているため、私はミゲルがよく眠れているとは思えない。）
- No hay nadie que haya tenido éxito en los exámenes entre mis amigos. （自分の友人の中で試験で上手くいったものは一人もいない。）
- ¡Que hayamos llegado allí sin peligro para mañana!（明日までにそこへ無事にたどり着けたらいいな。）
- Cuando hayas llegado a Japón, llámame sin falta.（日本に着いたときは、必ず私に電話してくれ。）

### 接続法過去
以下で述べるように時制の一致における用法を除いて、現在の事実とは反対の仮定、想像、実現不可能な願望を表現する。ただし、実際に過去の時制を表しているわけではなく、あくまで直説法点過去の3人称複数における活用の語幹を使うことから来る命名である。
なお、接続法過去の語尾は-ra型と-se型の2種類があるが、現在では-ra型が用いられることが多い。-se型の活用はやや文語的な表現。
1. 接続法が適用される動詞や語句を用いた文章で、現在時制よりも一つ前の時制における事柄について述べる場合、あるいは接続法が適用される動詞や語句が過去時制・可能未来時制で用いられ、節内の動詞が同じ時系列における出来事について述べる場合（時制の一致）
現在時制との組み合わせ
- Es lógico que nos aburriésemos/aburriéramos durante la clase de filosofía.（哲学の授業で退屈な気分になったのは当然だ。）
- No pienso que ellas se alegraran/alegrasen con lo que les dijiste. （彼女たちが君の言ったことで嬉しい気持ちになったとは信じられない。）

過去時制との組み合わせ　
- Mis padres esperaban que yo entrara/entrase en una universidad grande en Japón, pero quería estudiar en Argentina. （両親は、私が日本の大きな大学に入るよう望んでいたが、私はアルゼンチンで勉強したかった。）
- Me emocionaba con que mi hermano me llevara/llevase al juego de béisbol. （私は、兄が野球の試合に連れて行ってくれるので興奮していた。）

2. siに導かれる条件節などで用いる場合
帰結節は、過去未来（可能未来）が用いられる。
- Si yo fuera/fuese tú, yo no le diría tal cosa.（もし君の立場なら、彼にそんなことは言わないだろう。）
- Si no fuera por mis amigos, no podría pasarla bien en este país.（もし友達がいなければ、この国での生活を楽しむことができないだろう。）

3.「¡Olajá que-節＋接続法過去形!」などで現在・未来に関する実現不可能な願望を表す。「～ならいいのに」
- Ojalá que pudiera/pudiese volar por el cielo.（空を飛べたらいいのに。）

4. 様態を表す「Como si～」「まるで～であるかのように」
- El chico habló como si lo supiera/supiese todo.（少年は、まるですべてを知っているかのように話した。）

### 接続法過去完了
動詞および助動詞 (haber) の接続法過去形＋完了形を用いて過去の事実とは反対の仮定、想像、実現不可能な願望を表現する。
1. 接続法が適用される動詞や語句が過去時制で用いられ、節内の動詞が一つ前の時系列における出来事（大過去）について述べる場合（時制の一致）
- Todos mis amigos se sorprendieron de que mi hijo se hubiera/hubiese vuelto un cantante muy famoso. （私の友人は皆、私の息子が有名な歌手になったことに驚いていた。）
- Todavía no creía que mi madre hubiera/hubiese muerto realmente. （母親が本当に死んだことが、まだ信じられなかった。）

2. siに導かれる条件節などで用いる場合
帰結節は、過去未来完了（可能未来完了）が用いられる。
- Si hubiéramos/hubiésemos estudiado más, habríamos podido tener mejores calificaciones.（もしもっと勉強していたら、より良い成績が取れたのに。）

3.「¡Olajá que-節＋接続法過去完了形!」で過去に対する実現不可能な願望・後悔の念を表す。「～ならよかったのに」
- Ojalá hubiera/hubiese tenido más tiempo ayer.（昨日はもっと時間があったらよかったのに。）

4. 様態を表す「Como si～」「まるで～だったかのように」
- Ese hombre actuaba como si hubiera/hubiese vivido en España realmente. （その男は、本当にスペインに住んでいたかのように振る舞っていた。)

## ポルトガル語の接続法
接続法未来が存在し、頻繁に使われる。以下はよく使われる表現。
- Se quiser（もしあなたが望むなら）
- Quando tiver tempo（もし時間ができた場合には）
- Caso puder（もし可能な場合には）